# Tereza Vanišová
Tereza Vanišová (* 30. ledna 1996, Strakonice) je česká hokejová útočnice, hráčka týmu PWHL Vancouver a dlouholetá členka české reprezentace.

## Hráčská kariéra
Vanišová se k hokeji se dostala díky svému staršímu bratrovi Markovi, kterému během jeho působení v Českých Budějovicích jezdila fandit. Hokeji se Tereza věnuje od svých 6 let.
Vystudovala Gymnázium ve Strakonicích, ve kterých také začala hrát hokej. Následně se přesunula do Písku, kde působila v chlapeckých mládežnických kategoriích. Před sezónou 2011/12 přestoupila do ženského týmu pražské Slavie, se kterou téhož roku získala svůj první extraligový titul.
O dva roky později, v březnu 2014, Vanišová získala bronzovou medaili na MS žen do 18 let. Během 6 utkání na turnaji jeden gól vstřelila a na další dva nahrála.
V následujícím ročníku dokázala se Slavií zvítězit ve Final four Extraligy a díky tomu získala svůj druhý extraligový titul. Po této sezóně se přesunula do Kanady, kde v ročníku 2015/16 nastupovala za Hockey Training Institute. V CAHS odehrála celkem 34 utkání, vstřelila 69 branek a na dalších 22 přihrála. Po konci sezóny se vrátila do Čech, kde ve Final four Extraligy 2015/16 získala se Slavií svůj třetí extraligový titul.
Před sezónou 2016/17 zamířila na Univerzitu v Maine, kde v hájila barvy místních Black Bears působících v NCAA. Hned v následujícím ročníku na Univerzitu v Maine zamířil také slovenský hokejista, Adrián Holešinský, se kterým se v průběhu studia seznámila a stala se jeho přítelkyní. Za Maine Vanišová odehrála během 4 sezón 129 utkání, ve kterých si připsala celkem 129 bodů.
V sezóně 2020/21 působila v americkém Boston Pride, se kterým získala získala prestižní Isobel Cup. Po tomto ročníku se Vanišová vrátila zpět do Evropy, kde si zahrála švédskou SDHL. V únoru 2022 se zúčastnila Olympijských her v Pekingu, na kterých český tým skončil ve čtvrtfinále, když podlehl hokejistkám USA. Po konci sezóny v Leksandu se vrátila do Bostonu, kde pomohla týmu k obhajobě Isobel Cupu.
Sezónu 2022/23 strávila v kanadském Toronto Six. V základní části PHF si připsala 14 bodů za 5 branek a 9 asistencí. Za 4 utkání ve vyřazovacích bojích si připsala pouze jednu branku. Její jediný zásah však přišel ve správný moment, když si připsala vítězný gól v prodloužení finále o Isobel Cup, její třetí v řadě. Po konci klubové sezóny se zúčastnila mistrovství světa, kde české hokejistky obhájily bronzové medaile z minulého roku.

### PWHL
Po zrušení PHF byla v září 2023 Vanišová vybrána Montréalem v draftu do nově vzniklé PWHL. Za Montréal však odehrála pouze 17 utkání, jelikož byla v rámci první výměny v historii klubu 18. března 2024 poslána do Ottawy.
V létě 2024 si vzala dlouholetého partnera, Adriána Holešinského.
Dne 20. února 2025 se Vanišová stala první hokejistkou v historii PWHL, která zaznamenala hattrick Gordieho Howa, když v utkání proti Bostonu vstřelila jednu branku, ke které přidala jednu asistenci a také šarvátku s Jill Saulnierovou. Tento konflikt se navíc stal první bitkou v historii ligy. Díky druhému hattricku v sezóně se Vanišová 22. března 2025 stala první hráčkou v historii PWHL, která v jednom ročníku zaznamenala dva hattricky.
Dne 17. června 2025 Vanišová podepsala dvouletý kontrakt s Vancouverem, kam se jako volná hráčka po vypršení smlouvy přesunula z Ottawy.

## Prvenství

### PWHL
- Debut – 2. ledna 2024 (Ottawa Charge proti Victoire de Montréal)
- První gól – 24. ledna 2024 (Victoire de Montréal proti Ottawa Charge, brankářce Nicole Hensleyové)
- První asistence – 2. ledna 2024 (Ottawa Charge proti Victoire de Montréal)
- První hattrick – 13. února 2025 (Ottawa Charge proti Minnesota Frost)

## Klubové statistiky v ženských soutěžích
| Sezóna       | Klub              | Soutěž       |    | Základní část | Základní část | Základní část | Základní část | Základní část |   | Play off | Play off | Play off | Play off | Play off |
| Sezóna       | Klub              | Soutěž       | Z  | G             | A             | B             | TM            | Z             | G | A        | B        | TM       |          |          |
| 2011/12      | HC Slavia Praha   | EXŽ          | 7  | 5             | 2             | 7             | 16            | 2             | 2 | 1        | 3        | 2        |          |          |
| 2011/12      | HC Škoda Plzeň    | EXŽ          | 2  | 4             | 3             | 7             | 29            | —             | — | —        | —        | —        |          |          |
| 2012/13      | HC Slavia Praha   | EXŽ          | 1  | 1             | 0             | 1             | 0             | 1             | 0 | 1        | 1        | 35       |          |          |
| 2013/14      | HC Slavia Praha   | EXŽ          | 4  | 2             | 5             | 7             | 4             | 2             | 0 | 2        | 2        | 0        |          |          |
| 2014/15      | HC Slavia Praha   | EXŽ          | 8  | 4             | 3             | 7             | 2             | —             | — | —        | —        | —        |          |          |
| 2015/16      | HTI Stars         | CAHS         | 34 | 69            | 22            | 91            | —             | —             | — | —        | —        | —        |          |          |
| 2016/17      | Maine Black Bears | NCAA         | 28 | 16            | 12            | 28            | 54            | —             | — | —        | —        | —        |          |          |
| 2017/18      | Maine Black Bears | NCAA         | 37 | 16            | 30            | 46            | 74            | —             | — | —        | —        | —        |          |          |
| 2018/19      | Maine Black Bears | NCAA         | 31 | 17            | 7             | 24            | 59            | —             | — | —        | —        | —        |          |          |
| 2019/20      | Maine Black Bears | NCAA         | 33 | 14            | 17            | 31            | 48            | —             | — | —        | —        | —        |          |          |
| 2020/21      | Boston Pride      | NWHL         | 7  | 0             | 2             | 2             | 10            | 2             | 1 | 2        | 3        | 15       |          |          |
| 2021/22      | Leksands IF       | SDHL         | 31 | 15            | 9             | 24            | 45            | 2             | 0 | 0        | 0        | 4        |          |          |
| 2021/22      | Boston Pride      | PHF          | —  | —             | —             | —             | —             | 2             | 1 | 2        | 3        | 15       |          |          |
| 2022/23      | Toronto Six       | PHF          | 20 | 5             | 9             | 14            | 6             | 4             | 1 | 1        | 2        | 0        |          |          |
| 2024         | PWHL Montréal     | PWHL         | 17 | 2             | 8             | 10            | 16            | —             | — | —        | —        | —        |          |          |
| 2024         | PWHL Ottawa       | PWHL         | 6  | 0             | 2             | 2             | 21            | —             | — | —        | —        | —        |          |          |
| PHF celkově  | PHF celkově       | PHF celkově  | 27 | 5             | 11            | 16            | 16            | 9             | 3 | 4        | 7        | 19       |          |          |
| PWHL celkově | PWHL celkově      | PWHL celkově | 23 | 2             | 10            | 12            | 37            | —             | — | —        | —        | —        |          |          |